# Duga远程警戒雷达

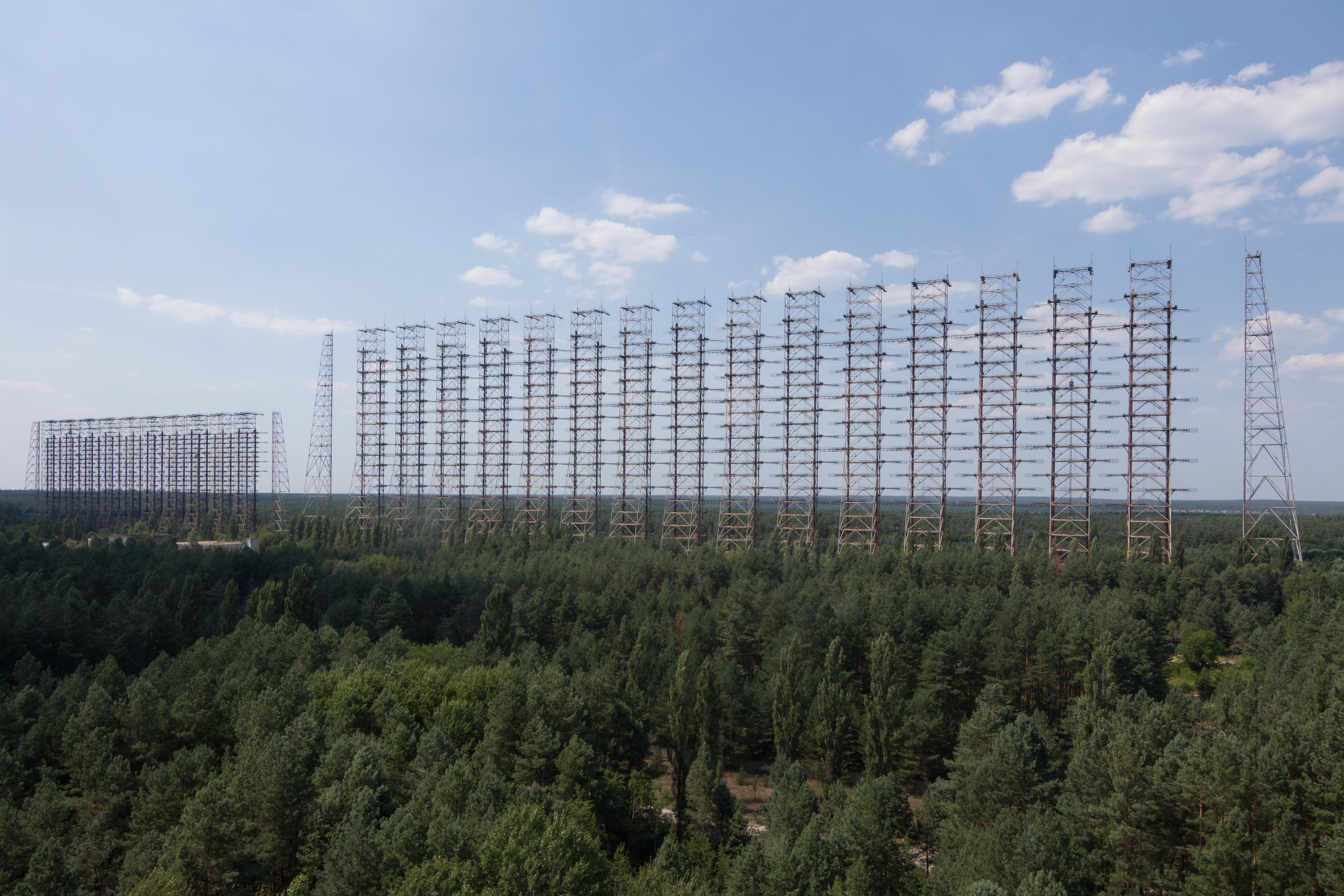
从远处看切尔诺贝利的Duga-1警戒雷达

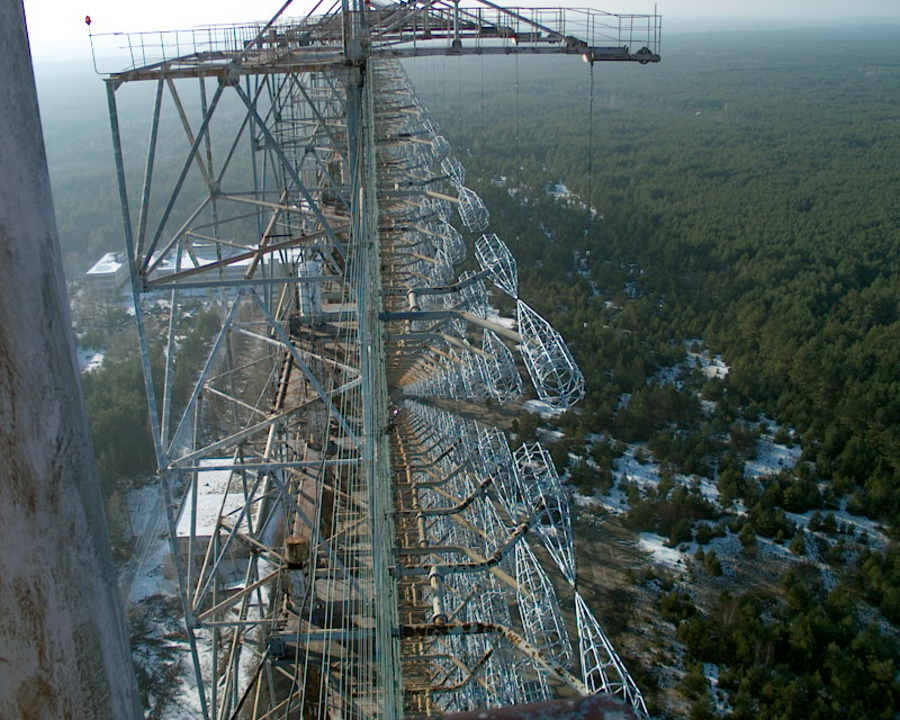
位于切尔诺贝利无人区的Duga-1阵列。右侧成对的圆柱/圆锥笼阵列是有源振子，由悬挂在顶部右侧平台的信号线進行控制。

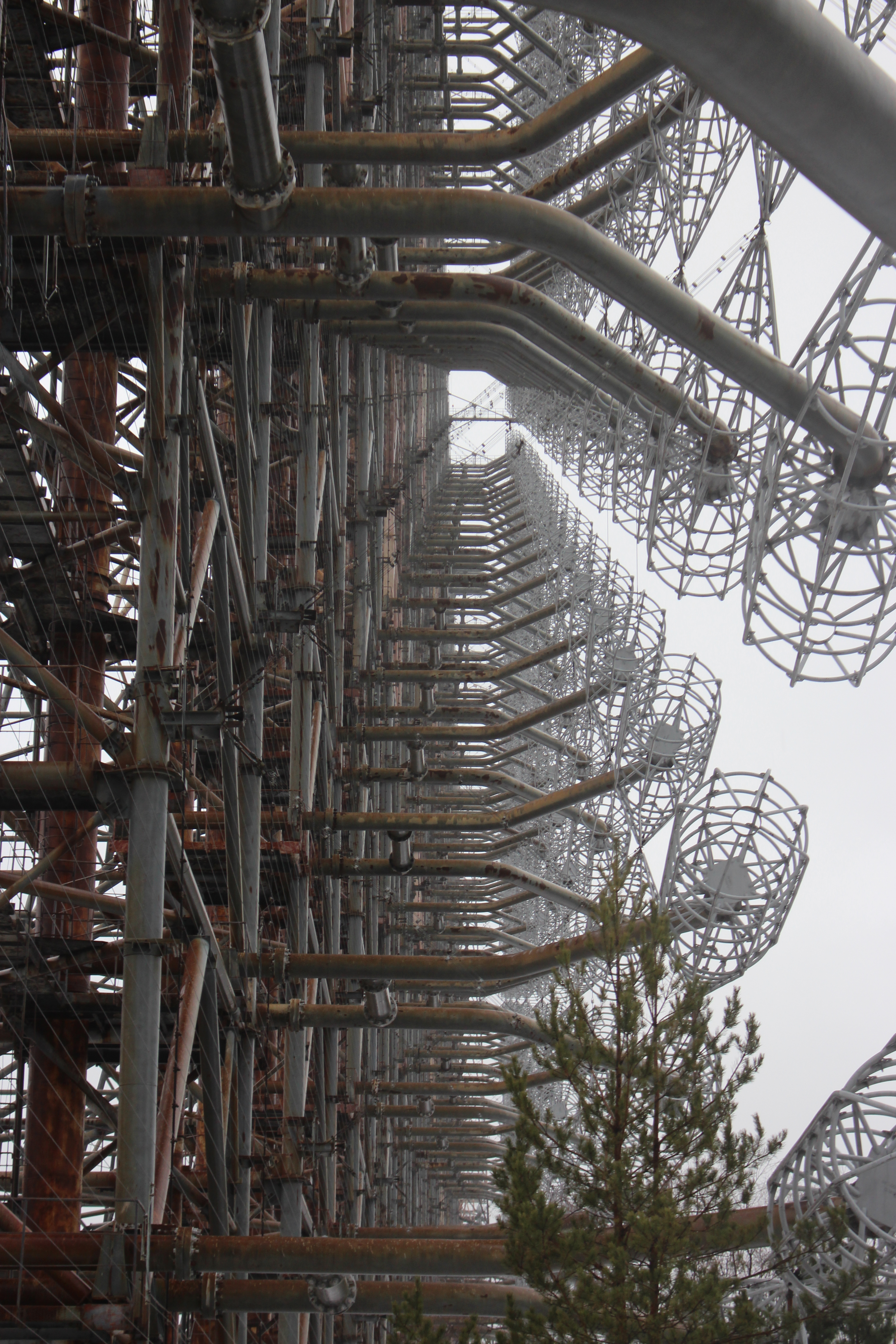
从底部看Duga-1的金属结构

Duga远程警戒雷达（俄語：Дуга）是苏联在冷战时期所建设的超视距雷达，是苏联反弹道导弹远程警戒网络的一部分，于1976年7月至1989年12月期间服役。该系统总共部署了两套，一套位于乌克兰苏维埃社会主义共和国（今天的乌克兰）境内的切尔诺贝利、切尔尼戈夫附近與尼古拉耶夫州，另一套位于东西伯利亚，現今哈巴羅夫斯克邊疆區內。
Duga雷达的峰值功率约10MW，工作在短波波段。其信号往往突然出现，发出10 Hz的尖锐敲击声，故得名俄罗斯啄木鸟。它随机的跳频干扰了正常的无线电广播、业余无线电台以及其他传输应用，在全球范围内的许多国家引发了数以千计的投诉。这个干扰让世界范围内的业余无线电操作员深受其苦，并导致了一个蓬勃发展的行业，研制“啄木鸟滤波器”和噪音屏蔽装置。业余无线电操作员曾经提议了一个对抗干扰的办法，即尝试“阻塞”这个信号，通过发送同步、未经调制的连续波信号，使用同样的脉冲频度来进行信号攻击。这个想法经过考虑后被废弃，因为其不够现实。
不明信号引起了许多猜测，诸如苏联在进行思想控制或是天气控制实验等。不过因为其独特的信号特征，很多专家以及业余无线电爱好者很快发现它是蘇聯超视距雷达的信号。北约军事情报部门通過偵查發現了它，给予的北约代号也很直觀，为 STEEL WORK或是STEEL YARD，因其長700（2,300英尺）、高150（490英尺）。尽管在业余无线电爱好者社区中广为人知，相关信息仍然等到苏联解体后才公布。

## 历史

### 起因
20世纪60年代苏联一直在为其反弹道导弹系统研制预警雷达，但大部分都是只适用于入侵检测与拦截的视距内雷达。它们都不能在弹道导弹发射后的几秒或几分钟内提供早期预警以准备应对措施。当时苏联的早期预警星座系统还不完善，而且在敌对地区执行任务时还有包括可能遭遇反卫星攻击在内的问题，而位于苏联境内的超视距雷达没有这些问题。在60年代后期，苏联开始研发这类系统。

## 绰号
「俄罗斯啄木鸟」是指一个源自苏联的无线电讯号。该讯号自1976年7月到1989年12月间可以在全球范围内的短波频段上听到。它听起来就像是尖锐的敲击噪音，大约每秒钟重复10次，所以被冠以“俄罗斯啄木鸟”的绰号。
“俄罗斯啄木鸟”被确认为来自苏联开发的超视距雷达系统，使用对电离层反射敏感的短波频率，可以让苏联探测到导弹排出的废气中的离子对电离层传播特性的改变。
1988年，美国联邦通信委员会对啄木鸟信号进行了测量，数据分析显示脉冲重复频率为90毫秒，频率范围从7到19兆赫，带宽为0.02到0.08兆赫，典型的发送时间为7分钟，观测到了3种重复频率：10赫兹、16赫兹和20赫兹。最常见的频率为10赫兹，16赫兹和20赫兹很少出现。啄木鸟传送的脉冲带宽较宽，典型情况下为40千赫。

## 位置
Duga是最初的实验性系统，位于乌克兰南部的黑海港口尼古拉耶夫附近，并成功探测到了约2500公里外拜科努尔航天发射场的火箭发射。Duga能够探测到从东侧远方以及太平洋的潜艇中朝北冰洋中的新地岛发射的导弹。2002年一场大火使其严重受损，之后人们修复了这个巨大、复杂的雷达系统。Duga的发射机位于 46°48′26″N 32°13′12″E / 46.80722°N 32.22000°E ，接收机位于 47°02′28.33″N 32°11′57.29″E / 47.0412028°N 32.1992472°E。

## 文化
乌克兰游戏《潜行者系列》有情节与切尔诺贝利核电站以及那里的核事故有关。游戏着重刻画了包括Duga-1雷达在内的这一区域。雷达出现在游戏《潜行者：晴空》虚构的城市Limansk-13中。同时《潜行者：切尔诺贝利的阴影》中的“焦脑器”是受Duga-1是精神控制器而非雷达这一阴谋论启发。此外，美國《分歧者》系列電影中，矗立在未來芝加哥邊界的高牆也是以Duga雷達為原型，部分鏡頭甚至就是直接在當地拍攝的。而在电子游戏《绝地求生》中的游戏地图“艾伦格”中，以及《和平精英》中的海島地圖“軍事基地”中也有类似的建筑物。在《使命召唤：黑色行动冷战》中其中一个结局分支就是在此雷达阵列进行。

## 扩展阅读
- Headrick, James M. . IEEE Spectrum. 1 July 1990, 27 (7): 36–39. doi:10.1109/6.58421.
- Headrick, James M.; Skolnik, Merrill I. . Proceedings of the IEEE. 1 January 1974, 62 (6): 664–673. doi:10.1109/PROC.1974.9506.
- Headrick, James M., Ch. 24: "HF over-the-horizon radar," in: Radar Handbook, 2nd ed., Merrill I. Skolnik, ed. [New York:  McGraw-Hill, 1990].
- Kosolov, A. A., ed. Over-the-Horizon Radar (translated by W. F. Barton) [ Norton, Mass.:  Artech House, 1987].
- John Pike. . GlobalSecurity.org.   [2010-04-08]. （原始内容存档于2010-01-19）.